# Hush Puppies (chaussures)
Pour les articles homonymes, voir Hush Puppies.
Hush Puppies est une marque américaine de chaussures créée en 1958, dont le siège se trouve à Rockford (Michigan). La mascotte de la marque est un chien de race basset hound nommé Jason.